# 신과함께-죄와 벌
《신과함께-죄와 벌》은 2017년 12월 20일에 개봉한 대한민국의 영화이자(영국 영화: 2003년 12월 4일 천만 관객 돌파 영화로, 주호민의 동명 만화를 원작으로 한다. 국내 영화 중 유일무이하게 전체 장면의 상당수가 컴퓨터그래픽(CG)으로 화상 처리된 판타지 영화로 기획 및 제작하여, 2018년 9월 26일에 SBS 및 KNN 부산경남방송 등 9개 지역 민방 네트워크를 통해서 추석 특선 영화로도 방영되어, 13.6%를 웃도는 압도적인 시청률을 기록하였다.

## 줄거리
김자홍(차태현)이 삼차사와 49일 동안 7개의 지옥에서 7개의 재판을 받으며 자신의 죄질을 되돌아본다.
화재 사고 현장에서 여자아이를 구하고 죽음을 맞이한 소방관 김자홍의 앞에 저승차사 해원맥과 이덕춘이 나타난다. 저승으로 가는 입구인 초군문에서 또 다른 한 명의 차사 강림을 만나고, 이들 넷은 49일 동안  살인, 나태, 거짓, 불의, 배신, 폭력, 천륜, 7번의 재판을 함께한다. 삼차사들은 염라대왕에게 천 년 동안 49명의 사망자를 환생 시키면 자신들 역시 인간으로 환생시켜 주겠다는 약속을 받았고, 자신들의 48번째 망자이자 19년만에 나타난 정의로운 망자 김자홍을 환생 시키기 위해 그를 변호한다.

### 살인지옥
김자홍이 동료소방관을 구하지 못하여
간접 살인으로 기소되었다. 강림차사는 여러 명의 생명을 구한  것과 한 명을 구하지 못한 것과 생명의 무게가 같냐고 설득하였다. 그리고 변성 대왕에게 무죄를 선고 받았다. 변성대왕이 다스린다. 

### 나태지옥
김자홍의 업적(고양이를 구하려다가 떨어진 것 등)을 말하는 중 김자홍이 "돈 때문이었습니다"라고 말해 지옥에 빠져 원판 위를 계속 달릴 뻔하다가 강림차사와 이덕춘의 설득으로 무죄를 선고 받았다. 초강대왕이 다스린다.

### 거짓지옥
그는 그의 어머니에게 거짓 편지를 준 일 때문에 기소되었다. 김자홍의 혀가 뽑힐 뻔 하다가 거짓편지 덕분에 어머니도 건강할 수 있게 됐다는 변론으로 무죄를 선고 받았다. 태산대왕이 다스린다. 

### 불의지옥, 배신지옥
소방관인 김자홍은 불의와 배신을 저지르지 않았기 때문에 넘어갔다. 한편 그의 동생 총기 오발 사건으로 김수홍이 억울하게 죽어서 원귀가 되었다. 결국 그는 롯데월드타워에서 강림에게 잡혔다. 신과함께: 인과 연에서 자세히 나온다. 오관대왕과 송제대왕이 다스린다.

### 폭력지옥
김자홍은 폭력 지옥에서 기소되었다. 그가 고등학생 때 그의 동생 김수홍을 때리는 폭력 행위를 저지른 일이 있다. 그는 동생에게 용서 받은 적이 없었다.
진광대왕이 판결을 내리려고 망치를 내려치려고 할 때 강림차사가 "합산 처벌 요청해"라고 이덕춘에게 명령하였고 이덕춘은 합산 처벌을 요청했다.
합산 처벌은 다음 천륜 지옥에서 유죄를 선고 받을 시 김자홍은 폭력 지옥과 합친 가중처벌을 받고 이덕춘과 강림차사는 변호 권을 박탈 당한다. 진광대왕이 다스린다. 

### 천륜지옥
모래사막인 천륜지옥에 도착하였을 때
변론을 듣지 않고 염라대왕은 유죄라고 판결을 내렸다. 그에 이덕춘은 염라대왕이 판결문을 읽는 동안에도 김자홍의 행위에 피해자가 없다고 했다.
염라대왕은 김자홍의 어머니는 의식이 있었다고 반론을 했다. 그때 현몽 때문에 어머니가 그를 용서했다고 하였다. 그리고 염라대왕은 저승법 1조1항에 '이승에서 용서 받은 죄는 저승에서 다시 다루지 않는다'로 인해 판결문을 찢고 무죄를 선고하였다. 염라대왕이 다스린다.

## 캐스팅
- 하정우 : 강림 역 - 본작의 메인 남주인공. 차사
- 차태현 : 김자홍 역
- 주지훈 : 해원맥 역 - 본작의 메인 남주인공. 차사
- 김향기 : 이덕춘 역 - 본작의 메인 여주인공. 차사
- 마동석 : 성주신 역[3] - 가택신
- 김동욱 : 김수홍 역 - 김자홍의 동생
- 디오 : 원동연 일병 역 - 김수홍 후임. 관심사병
- 오달수 : 판관 콤비(1편만 출연) 역
- 임원희 : 판관 콤비 역
- 장광 : 진광대왕 역 - 폭력지옥
- 정해균 : 변성대왕 역 - 살인지옥
- 이준혁 : 박무신 중위 역 - 김수홍 부대 중대장
- 김수안 : 태산대왕 역 - 거짓지옥
- 예수정 : 김자홍 모 역
- 정지훈 : 현동 역
- 남일우 : 허춘삼 역
- 성유빈 : 어린자홍 역
- 구승현 : 어린수홍 역
- 강다현 : 동료소방관 딸 역
- 김하라 : 동료소방관 1 역
- 홍인 : 동료소방관2 역
- 임철수 : 동료소방관 3 역
- 김태준 : 동료소방관 4 역
- 김그림 : 박중위아내 역
- 정보미 : 빌딩화재현장소녀 역
- 한이건 : 소녀의 아버지 역
- 김지나 : 소녀의 어머니 역
- 오운백 : 노촌부 역
- 권수정 : 고양이소녀 역
- 원동연 : 취객 역
- 김호성 : 취객 역
- 박윤호 : 말벌집주인 역
- 염시훈 : 입구위병 역
- 윤승훈 : 입구위병 역
- 태원석 : 헌병장교 역
- 오희준 : 통역사병 역
- 이효정 : 가전코너직원 역
- 나철 : 클럽문신남 1 역
- 박인하 : 클럽문신남 2 역
- 강태혁 : 클럽문신남 3 역
- 유성주 : 클럽문신남 4 역
- 정수윤 : 클럽덩치남 역
- 이수봉 : 살인지옥망자 역
- 이승준 : 불의지옥망자 역
- 김은경 : 배신지옥망자 역
- 김수로 : 고양이소녀아버지 역 (우정출연)
- 김민종 : 저승차사 역 (우정출연)
- 이정재 : 염라대왕 역 (특별출연) - 천륜지옥
- 김해숙 : 초강대왕 역 (특별출연) - 나태지옥
- 이경영 : 오관대왕 역 (특별출연) - 불의지옥
- 김하늘 : 송제대왕 역 (특별출연) - 배신지옥
- 유준상 : 동료소방관 역 (특별출연)

## 수상 경력
- 2018년 제9회 올해의 영화상 올해의 영화인상 (김용화)
- 2018년 제54회 백상예술대상 영화부문 감독상 (김용화)
- 2018년 제54회 백상예술대상 영화부문 예술상 (진종현)
- 2018년 제7회 마리끌레르 영화제 파이오니어상 (하정우)
- 2018년 제23회 춘사영화제 남우조연상 (김동욱)
- 2018년 제23회 춘사영화제 관객이 뽑은 한국영화인기상
- 2018년 제6회 BIFF 마리끌레르 아시아스타어워즈아시아 스타상 - 주지훈
- 2018년 제2회 더 서울어워즈 영화부문 남우주연상 (하정우)
- 2018년 제2회 더 서울어워즈 영화부문 남우조연상 (주지훈)
- 2018년 제2회 더 서울어워즈 영화부문 여우조연상 (예수정)
- 2018년 제2회 더 서울어워즈 남자 인기상 (도경수)
- 2018년 제38회 한국영화평론가협회상 기술상 (진종현)
- 2018년 제39회 청룡영화상 한국영화최다관객상
- 2018년 제39회 청룡영화상 여우조연상 (김향기)
- 2018년 제39회 청룡영화상 청정원인기스타상 (주지훈),(김향기)
- 2018년 제39회 청룡영화상 기술상 (진종현)
- 2018년 제18회 대한민국청소년영화제 올해의 감독상 (김용화)
- 2018년 제18회 대한민국청소년영화제 남자배우부문 인기영화인상 (차태현)
- 2018년 제18회 대한민국청소년영화제 아역배우부문 인기영화인상 (김향기)
- 2018년 제38회 황금촬영상 최우수 남우조연상 (김동욱)
- 2018년 제5회 한국영화제작가협회상 기술상 (진종현)

## 원작과의 차이
웹툰 《신과 함께》와의 차이점은 원작에선 '진기한' 캐릭터가 있는 반면, 영화에선 '진기한' 캐릭터의 역할을 '강림'이 같이 한다는 것이 있다.

## 참고 사항
- 이정재 , 오달수는 《도둑들》,《암살》이후로 9년 만에 복귀하는 작품이다.
- 마동석 과 오달수는 《좋은놈 나쁜놈 이상한놈》 이후 이후로 7년 만에 복귀하는 작품이다.

## 같이 보기
- 1987 (영화)
- 신과함께: 인과 연